# Petit janot
Le petit janot ou jeannot est un petit gâteau sec originaire d'Albi au sud-ouest de la France. Il n'est pas sucré.

## Description
Il se présente sous la forme d'un triangle de trois centimètres de côté sur un centimètre d'épaisseur. C'est un biscuit très dur.

## Origine
La recette des échaudés existe en France depuis le Moyen Âge. La gimblette est un échaudé connu sur Albi depuis le XVIIe siècle. En 1814, Jean-Barthélémy Portes aurait eu l'idée de parfumer ses gimblettes avec de l'anis vert, une production locale courante. Son petit-fils, Jean Vié, dit Petit Jeannot, en devient le spécialiste et produit 700 000 janot en 1866.
En 1913, Louis Rieux en fait la description en vers :
« Appétissant, gâteau d'antan, fait seulement d'anis, de sel, d'eau de froment, toujours croquant. Hé, braves gens, gare à vos dents, je suis Jeannot comme devant. »

## Usage
Il se consomme traditionnellement trempé dans un verre de vin parfumé à la cannelle pour les attendrir. Le café ou le thé peut remplir cet office. La dégustation peut se faire à tout heure de la journée.
Il peut être servi à l'apéritif après avoir trempé une nuit dans du vin blanc de Gaillac.

## Fabrication
La base de pâte à pain, eau, sel et farine, est parfumée à l'anis. Les triangles de pâte sont plongés dans l'eau bouillante, égouttés et recuits au four.
L'échaudé de Carmaux de même recette, possède une confrérie depuis 2003. Deux artisans produisent une trentaine de tonnes.

## Sources